# Volgasenap
Volgasenap (Sisymbrium volgense) är en växtart i familjen korsblommiga växter. 